# سوادة (السدة)

تعديل مصدري - تعديل

سوادة هي إحدى قرى عزلة وادي حجاج بمديرية السدة التابعة لمحافظة إب، بلغ تعداد سكانها 868 نسمة حسب تعداد اليمن لعام 2004.

## الموقع
تقع في مديرية السدة محافظة إب في عزلة وادي حجاج يحدها من الناحية الشرقية عزلة وادي الحبالي ومن الناحية الشمالية قرية تبيح وبيت الرعيني ومن الناحية الغربية قرية الشعز ومديرية السدة.

### طبغرافية الموقع
ساعد التكوين الجيولوجي في موقعها. المتمثل بتل جبلي دائري الشكل تقدر مساحتة بحوالي 600 متر تقريبا كذلك ساعد التكوين في ارتفاعها من مجرى سيل وادي بنأ والرداعي بحوالي 900 متر تقريبا كما نجد موقعها الذي يحيط به مجاري السيلين الرداعي من الناحية الشرقية وسيل وادي بنأ من الناحية الجنوبية الغربية ويلتقي السيلين في الناحية الجنوبية للقرية الامر الذي جعلها بموقعها المحاط بالمياة من ثلاث جهات بان تكون محصنة طبيعية وتتميز بموقعها في قلب الوادي وتستحق تسميتها بجوهرة السدة (الحاير: أنور محمد يحي - تاريخ خبان وعمار- مركز حمادي - 2015-ص 143).

## تاريخها وآثارها
يعود تاريخ سوادة إلى زمن الدولة الحميرية وذلك بدليل المدرجات الزراعية وقنوات الري والتسمية وكلها حميرية كما ان تعاقب الاستيطان في الموقع يبدوا ذلك نظرا لكثرة اللقى الاثرية على سطح الموقع اهمها الفخار والذي ينتشر بشكل كبير على السطح ومعظمها لايزال تحت التراب كما ان الموقع غني بالمقابر التي نعتقد بانها تعم كافة الموقع ويعود تاريخ البعض منها إلى فترة الصراع العسكري بين الاحباش والريدانيين وذلك وفقا لنتائج بعض الحفريات العشوائية التي تبين معظمها بان حالة الوفاء قتلا بالسيوف نظرا لكسور بعض الجماجم والعظام للمتوفي بالإضافة مقابر اسلامية نعتقد ان معظمها يعود للقرن التاسع الهجري كما ان القرية من ضمن القرى التي تعرضت للهجوم العثماني، كما تعرضت للقصف الجوي من قبل السعودية وحلفائها بستة صواريخ قذفتها طائرات التحالف ونسف المنزل وتعرضة منازل أخرى للدمار واصيب عشرات من الاهالي بجروح معظمها خطيرة وكان ذلك الساعة السادسة صباحا من يوم الجمعة الموافق 8-5-2015م استهدف فيها منزل العميد عبد القادر الشامي وكيل جهاز المخابرات اليمني (الحاير: أنور محمد يحي- تاريخ خبان وعمار- ص 144).

## التسمية
نسبة إلى سوادة بن عمرو بن سعود بن عوف بن عدي بن مالك بن زيد بن زرعة بن سبأ بن حمير (الهمداني: ابى محمد الحسن - الإكليل ج 2-ط الثقافة 2004م- ص 192).